# Marsdenia thomasii
Marsdenia thomasii är en oleanderväxtart som beskrevs av G. Morillo. Marsdenia thomasii ingår i släktet Marsdenia och familjen oleanderväxter. Inga underarter finns listade i Catalogue of Life.